# Kizlyarka
Kizlyarka (en ruso: Кизлярка) — es un vodka de uva, producido en la ciudad de Kizlyar, Daguestán.

## Características
Kizlyarka se envasa en barriles de viejo roble en el cual adquiere un tinte ámbar, propio del añejamiento. El contenido de alcohol varía entre —40-45%. Según el método de producción, Kizlyarka es similar a Moonshine. El alcohol, por destilación del mosto de uva, se envejece en barriles hasta un año y medio, después de lo cual se le agrega jarabe de azúcar. Antes de embotellar, se le agrega agua y se ajusta a una concentración del 40%. Hay tres tipos de kizlyarka en la duración de la exposición (original, tradicional y madurado). 1) "Original" - una bebida sin envejecimiento y alcohol 40%, 2) “Tradicional” - Crianza de 7 meses y 40% de alcohol; 3) "Madurado": resistencia de 18 meses y resistencia de 45% de alcohol.

## Historia
Se cree que esta bebida se produce en Kizlyar desde 1657. Desde 1731, el vodka de frutas hecho en Rusia se conoce como Kizlyar vodka o Kizlyarka La receta para la producción de vodka a partir de alcohol de uva fue traída desde Francia.
Según el director de la planta de vino y coñac P. N. Surovikin, kizlyarka apareció como resultado de una gran producción de alcohol de uva desde 1810 hasta 1815. Según Surovikin, como resultado de la Guerra Patriótica de 1812, se prohibió la importación de vinos extranjeros y el vodka Kizlyar se hizo popular en el mercado nacional. La popularidad de kizlyarka también se debe a su bajo costo en comparación con sus homólogos extranjeros de esa época.
«Kizlyarka es similar al vodka francés y se distingue por su alto sabor» 
Alejandro Dumas (1858)
A. Salomon en el trabajo Fundamentos de la vinificación (1897) señaló: «Vodka, producido en Kizlyar por medios puramente artesanales, poseía las mejores cualidades y gozaba de una gran fama en Rusia, bajo el nombre de Kizlyarki, compitiendo con éxito con el vodka francés».
En la Exposición Mundial Colombina de Chicago de 1893, Kizlyarka ganó una medalla de bronce y un Diploma de Honor.
En 1976, la Fábrica de Coñac Kizlyar restauró la receta de Kizlyarka y comenzó su producción industrial.
Kizlyarka es mencionado por Nikolái Leskov en la novela Relato sobre el zurdo bizco de Tula y la pulga de acero llamada «Kislyarka».